# ASK-Stuwer
ASK-Stuwer of Antwerps Studentenkorps-Stuwer was een Antwerpse studentenvereniging en was de overkoepelende studentenclub van de buitencampussen (campus Middelheim, campus Groenenborger en campus Drie Eiken) van de Universiteit Antwerpen. In februari 2024 werd de vereniging door de universiteit ontheven uit haar functie als officiële koepel. De tegenhanger van ASK-Stuwer op de Stadscampus is Unifac.

## Doelstellingen
ASK-Stuwer organiseerde jaarlijks een aantal vaste activiteiten voor alle studenten van de Universiteit Antwerpen. Aan het begin van het nieuwe academiejaar waren er de Openingsdag en de OpeningsTD. Daarnaast organiseerde de vereniging de beroemde Cocktailparty, Quiz en Kerstmarkt. Gedurende het tweede semester werden de OpeningsTD van het 2e semester, de Go-Kart Race op Campus Middelheim of Groenenborger en de Drie Eikenloop op Campus Drie Eiken georganiseerd.
Wekelijks bracht ASK-Stuwer de UA Snelkrant uit, die elke maandag op Campus Middelheim, Campus Groenenborger en Campus Drie Eiken te vinden was, behalve gedurende de examens en de vakanties. Deze bevatte de edito van de praeses, een woord van de redactie, de activiteitenkalender, informatieve artikelen, comics, enz. Het doel van dit gratis boekje was de student op de hoogte te houden van wat er allemaal gebeurde aan de buitencampussen.
Naast het organiseren van diverse activiteiten, speelde ASK-Stuwer een belangrijke rol in de studentenvertegenwoordiging. De vereniging zetelde in verschillende universitaire raden en raden van de stad Antwerpen, waarbij zij in stond voor de belangen en de rechten van de studenten, zodat alles zo studentikoos mogelijk bleef.

## Geschiedenis
Het Antwerps Studentenkorps (ASK) werd opgericht in november 1965. Het bestond uit een Faculteitsconventie en een Filosofisch en Politiek Convent. Deze twee conventen werden opgericht naar voorbeeld van de universiteiten Gent, Brussel en Leuven. De beide conventen vormden de algemene raad van het ASK.
Gedurende de eerste twee jaren werkte deze structuur echter niet efficiënt genoeg, omdat er een tweestrijd bestond tussen de politieke verenigingen en het Faculteitsconvent, de overkoepeling van de faculteitskringen. Het Faculteitsconvent functioneerde zeer goed in de eerste periode onder leiding van de toenmalige voorzitter Roland Van Den Berghe.
In september 1967 werd een centraal comité opgericht met als doel het dagelijks bestuur van het ASK waar te nemen, het opstellen van een nieuwe structuur en het organiseren van algemene verkiezingen. Dit betekende een grote vernieuwing in de studentenbeweging.
De structuur bestond uit een studentenparlement enerzijds en een ASK-bureau anderzijds. De voorzitter werd rechtstreeks verkozen. Het studentenparlement bestond uit één afgevaardigde per schijf van 100 studenten, ingeschreven in een faculteit, studierichting of instituut.
De eerste voorzitter afkomstig uit de generatie Ruca-studenten was Robert Lipschitz in 1967. De werking van het studentenparlement onder leiding van Eberhard Coussement werd op de proef gesteld met de revolte in verband met de splitsing van de Leuvense universiteit.
Enkele woelige parlementsvergaderingen in aanwezigheid van rector L. Massart, als waarnemer, bepaalden de geladen sfeer van het jaar 1968. Het Antwerps Studentenkorps vocht voor de splitsing van de Leuvense universiteit maar legde eveneens de klemtoon op de verdere uitbouw van de Universiteit Antwerpen, gebaseerd op de bestaande basis, namelijk RUCA en UFSIA, maar zonder de dubbele waaier van kandidaturen die UFSIA toen verdedigde.
In 1969 stelde gouverneur Kinsbergen een plan voor dat deze uitbouw verdedigde. Voor het ASK gingen de voorstellen niet ver genoeg. Het ASK verdedigde de stelling van één volledige universiteit waarin RUCA en UFSIA volledig zouden opgaan. Na de woelige periode van 1969 legde het ASK meer en meer de klemtoon op minder politiek geladen materies en vervulde zij de rol van overkoepelende organisatie van de verschillende faculteitskringen.
Sinds 2001 werkte ASK zeer nauw samen met Stuwer (STUdenten WERkgroep), de overkoepelende vereniging van de UIA (nu campus Drie Eiken). In het academiejaar 2005-2006 fuseerden de twee clubs tot ASK-Stuwer.